# Bougaribaya
Bougaribaya is een gemeente (commune) in de regio Kayes in Mali. De gemeente telt 10.100 inwoners (2009).
De gemeente bestaat uit de volgende plaatsen:
- Bagnakafata
- Béhon
- Bougaribaya
- Darsalam
- Karo
- Kéniékéniéko
- Kobéa